# Дощоприймач

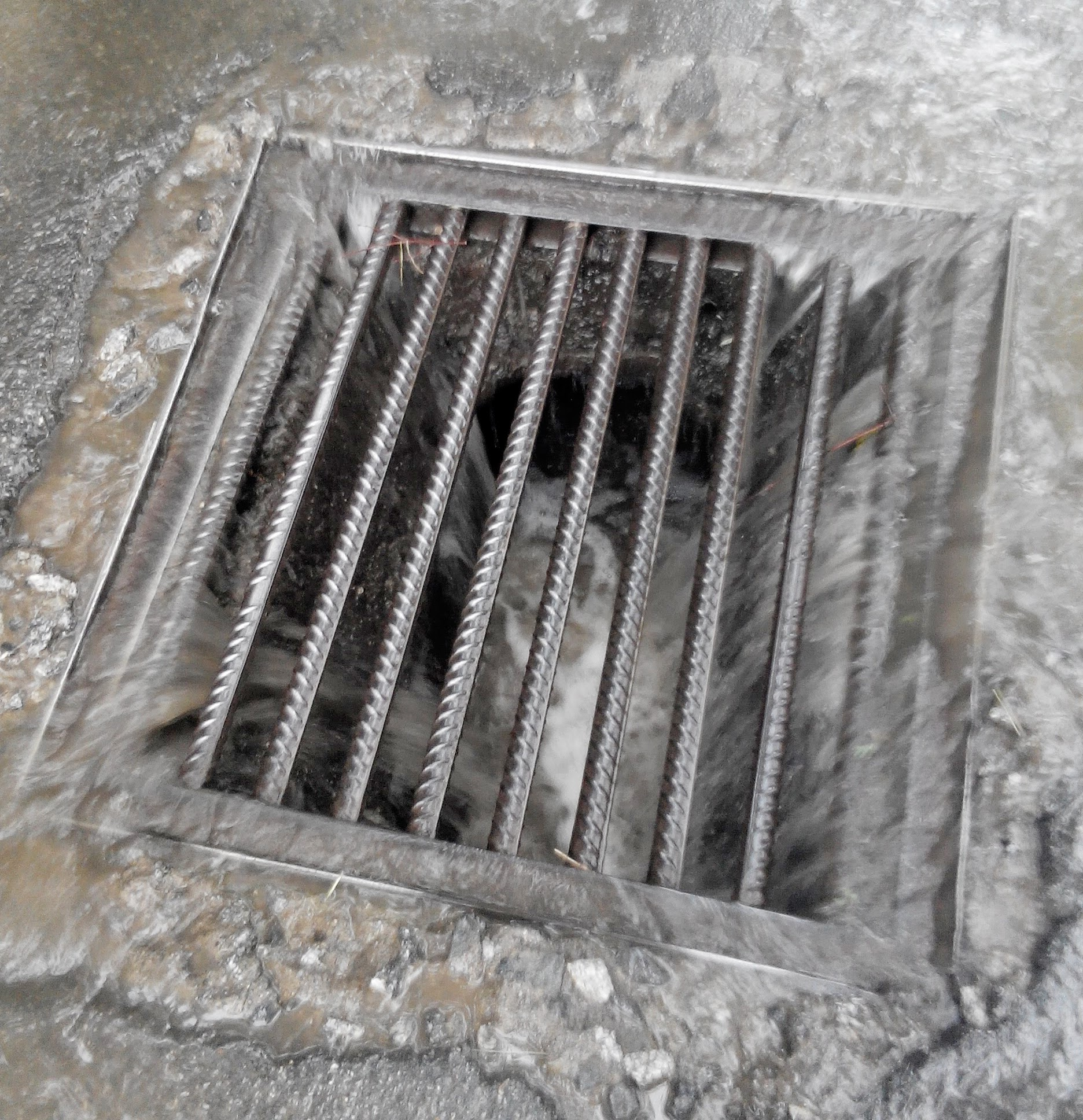
Відремонтована дощоприймальна камера, передбачала встановлення двох викрадених решіток від дощоприймачів типу ДБ

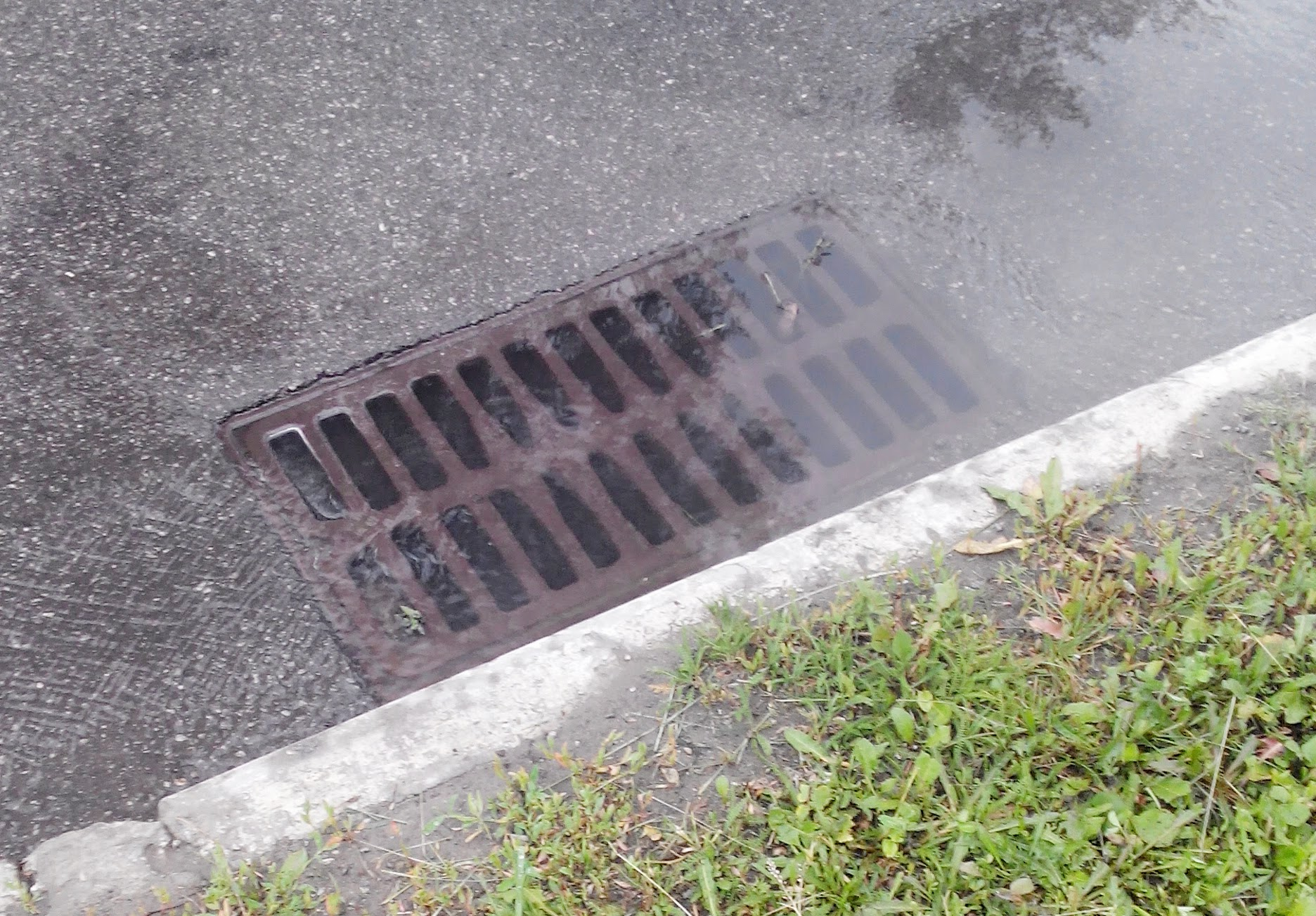
Забитий дощоприймальний колодязь, з кришкою дощоприймача типу ДБ

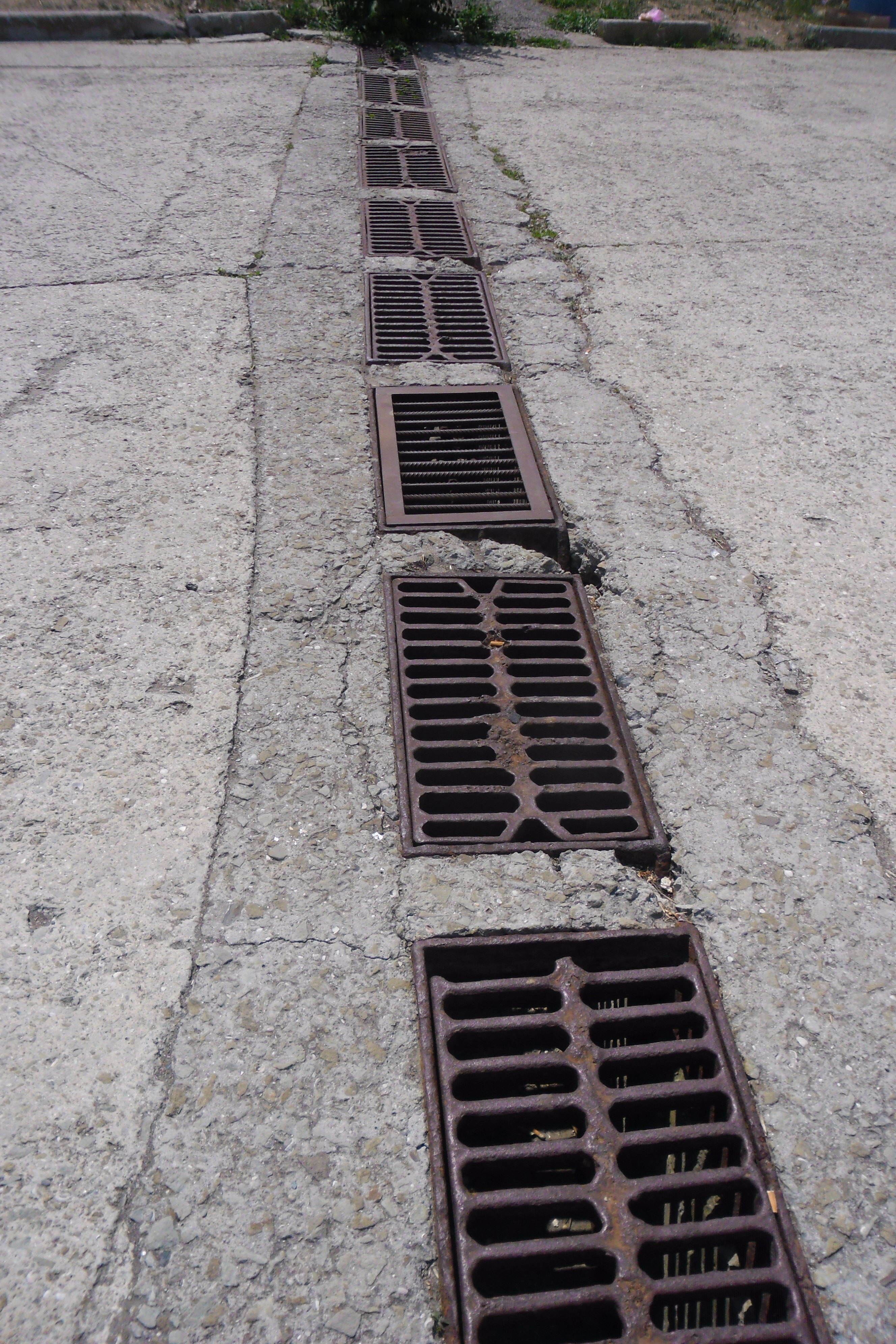
Дощоприймачі над поверхневим лінійним жолобом.

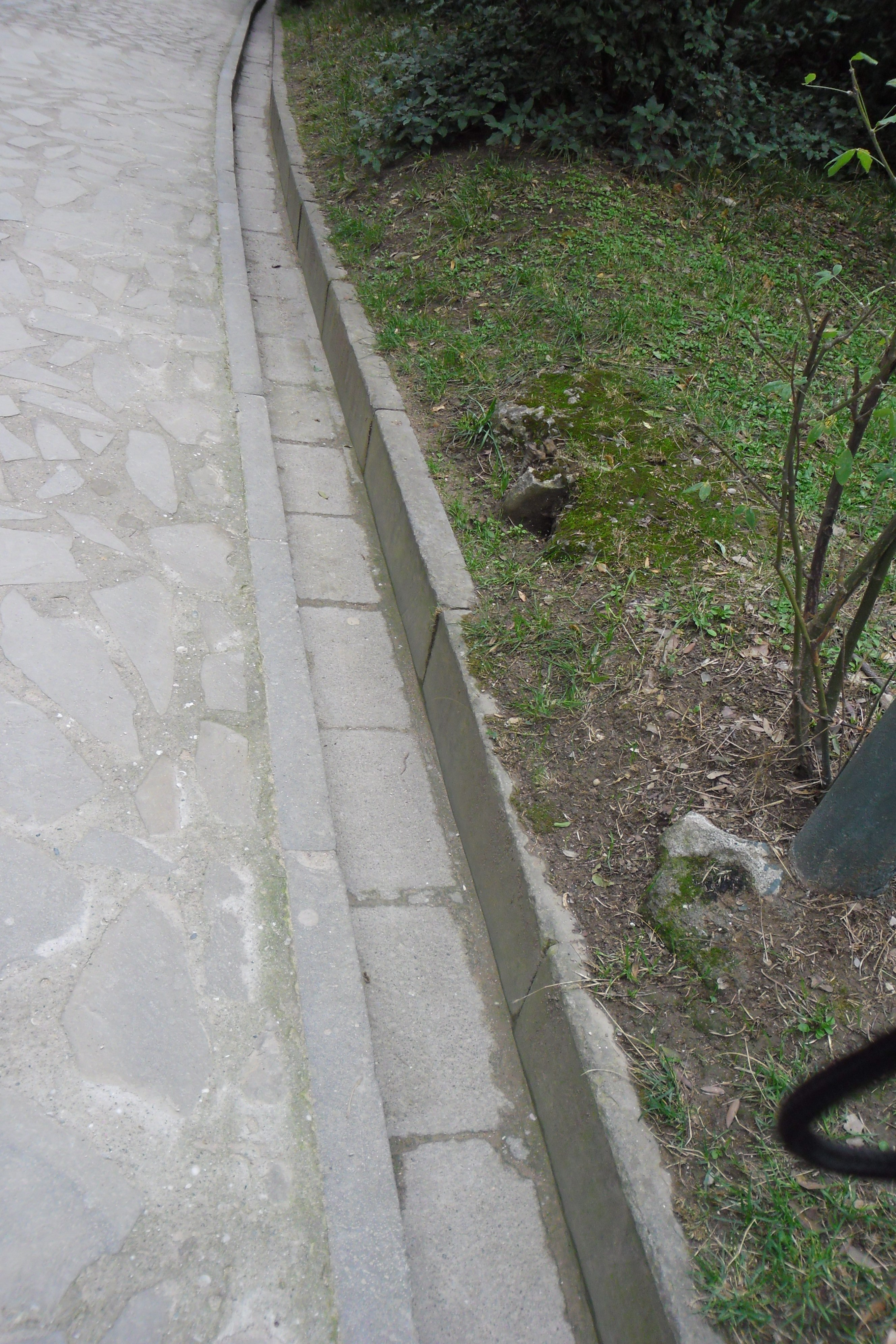
Дощоприймач — тротуарний жолоб.

Дощоприйма́ч (англ. catch basin; rainwater drain cover) — загальна назва решіток, перфорованих кришок дощоприймальних колодязів, поверхневих тротуарних жолобів, які використовуються для приймання стічних вод та атмосферних опадів. Також, таким терміном можуть означатись поверхневі пластикові камери для з'єднання поверхневих троруарних жолобів, які можуть бути оснащені функцією пісковловлювача. Дощоприймачі можуть встановлюватись поодиноко, безпосередньо як на дощоприймальний колодязь чи дощоприймальну камеру для точкового дренажу, або лінійно, виконуючи функцію покриття дощоприймального жолоба. Дощоприймачі є частиною дощової каналізації, яка виконує поверхневе водовідведення.

## Термінологія
Будівельні нормативи визначають дощоприймач як верхню частину перекриття дощоприймального колодязя, що складається з корпуса і решітки, або вертикальний отвір у бордюрному камені, або поверхневий решітчатий водовідвідний лоток, підключений до верхньої частини дощоприймального колодязя.
Нормативно визначено, що пісковловлювач в системах поверхневого водовідведення — це збірна конструкція для підключення лотків до каналізаційної системи з встановленим всередині кошиком для збору піску та сміття.

## Стандартизація
- Люки оглядових колодязів і дощоприймачі зливостічних колодязів, передбачаються стандартами ДСТУ Б В.2.5-26:2005 (ГОСТ 3634-99)
- Лотки для поверхневого дренажу, передбачаються нормами ДСТУ EN 1433
- Дощоприймачі чавунні для колодязів, технічні умови ГОСТ 26008-83 (застарілий)
- Деякі норми, такі як допустиме навантаження передбачені імпортованими показниками з європейського стандарту EN 124—1994 «Люки стічних і оглядових колодязів для автомобільних і пішохідних районів. Вимоги до конструкції, випробування, маркування, контроль якості»

Стандарт ДСТУ Б В.2.5-26:2005 (ГОСТ 3634-99) Розроблений на основі європейського стандарту EN 124—1994 «Люки стічних і оглядових колодязів для автомобільних і пішохідних районів. Вимоги до конструкції, випробування, маркування, контроль якості» і відповідає йому в частині технічних вимог, в тому числі навантажень, застосовуваних матеріалів, методів випробувань і маркування.

## Маркування
При маркуванні виробів використовують літеру «Д» — Дощоприймач, далі йде літера яка може означати форму, тип монтажу чи розмір, в залежності від стандарту. За європейськими стандартами використовують в маркуванні літеру (A, B,C, D), та в дужках вказують максимальне навантаження в кН.

### Приклади
- Нині не чинні стандарти[6], які були використані при будуванні, та часто доступні для покупки
ДМ — Дощоприймач малий прямокутний, площею 0,097м2 масою 80 кг, встановлюється в понижених частинах лотків на проїзній частині вулиць з нахилом < 0,005, в парках
ДБ — Дощоприймач великий, площею 0,187м2 масою 115 кг, встановлюється в лотках проїзної частини вулиць, нахилом > 0,005° в місцях з затяжним схилом
ДК — Дощоприймач круглий, для використання над дощоприймальними колекторами, по формі нагадує перфоровану кришку люка
- Чинні стандарти[5]
Д — Дощоприймач малий, європейський стандарт А15
ДБ1, ДБ2 — Дощоприймач великий, європейський стандарт B125
ДМ1, ДМ2 — Дощоприймач магістральний, європейський стандарт С250
ДС2, ДС2 — Дощоприймач надважкий, (використовується в зонах високих навантажень такі як аеродроми, доки), європейський стандарт D400

Маркування із зазначенням типу дощоприймача можуть використовуватись також потім у планах розміщення елементів інженерних споруд.